# Phyllodoce macrolepidota
Phyllodoce macrolepidota är en ringmaskart som beskrevs av Schmarda 1861. Phyllodoce macrolepidota ingår i släktet Phyllodoce och familjen Phyllodocidae. Inga underarter finns listade i Catalogue of Life.